# Harvard (Nebraska)
Harvard è un comune degli Stati Uniti d'America, situato in Nebraska, nella contea di Clay.